# ۳۰ شعبان
۳۰ شعبان، سی اُ‌مین روز از ماه شعبان در تقویم هجری قمری است. این روز در بعضی از سالهای قمری وجود دارد.
در تقویم هجری قمری قراردادی این روز وجود ندارد.